# Сомаре, Майкл Томас
Сэр Майкл Томас Сомаре (англ. Michael Thomas Somare; 9 апреля 1936, Рабаул, Новая Британия — 26 февраля 2021) — политик Папуа — Новой Гвинеи, неоднократно — премьер-министр страны, в том числе первый после её независимости.

## Биография
Родился в семье полицейского сержанта. Был старшим из детей в семье (у Людвига Сомаре было 4 жены и 6 детей). Начальное образование получил в японской школе во время Второй мировой войны, научившись читать, писать и считать на японском языке. Окончил школу в Австралии в 1957. Затем преподавал в нескольких начальных и средних школах на родине.
Был одним из 35 жителей Папуа-Новой Гвинеи, прошедших ускоренный курс для поступления на государственную службу. В результате стал одним из немногих жителей Папуа-Новой Гвинеи, владеющих английским языком. Получил квалификацию переводчика Законодательного совета (орган власти, составленный, в основном, из белого населения).
Работал на радио в Веваке. Уволенный оттуда, в 1968 был избран в палату собрания страны, бывшей тогда колонией Австралии, и вступил в оппозицию, став её лидером и основав партию Пангу. После выборов в 1972 сформировал коалиционное правительство, в 1973, после предоставления автономии, стал главным министром страны. В 1975 способствовал принятию конституции Папуа — Новой Гвинеи и предоставлению стране независимости. 
16 сентября 1975 стал первым премьер-министром независимой страны. 11 марта 1980 после вотума недоверия в парламенте потерял пост, 2 августа 1982 вновь стал премьер-министром до 21 ноября 1985. Впоследствии неоднократно занимал пост министра иностранных дел в 1988—1992 (в правительстве Рабби Намалиу) и в 1999, а также с июля 2006. С 5 августа 2002 до 4 апреля 2011 (с перерывом в декабре 2010 — январе 2011) — вновь премьер-министр Папуа — Новой Гвинеи от партии Национального альянса.
Его большой интерес к национальной культуре привёл к тому, что Сомаре был в 1969 избран председателем совета попечителей Музея Папуа — Новой Гвинеи.